# 1937 ve fotografii

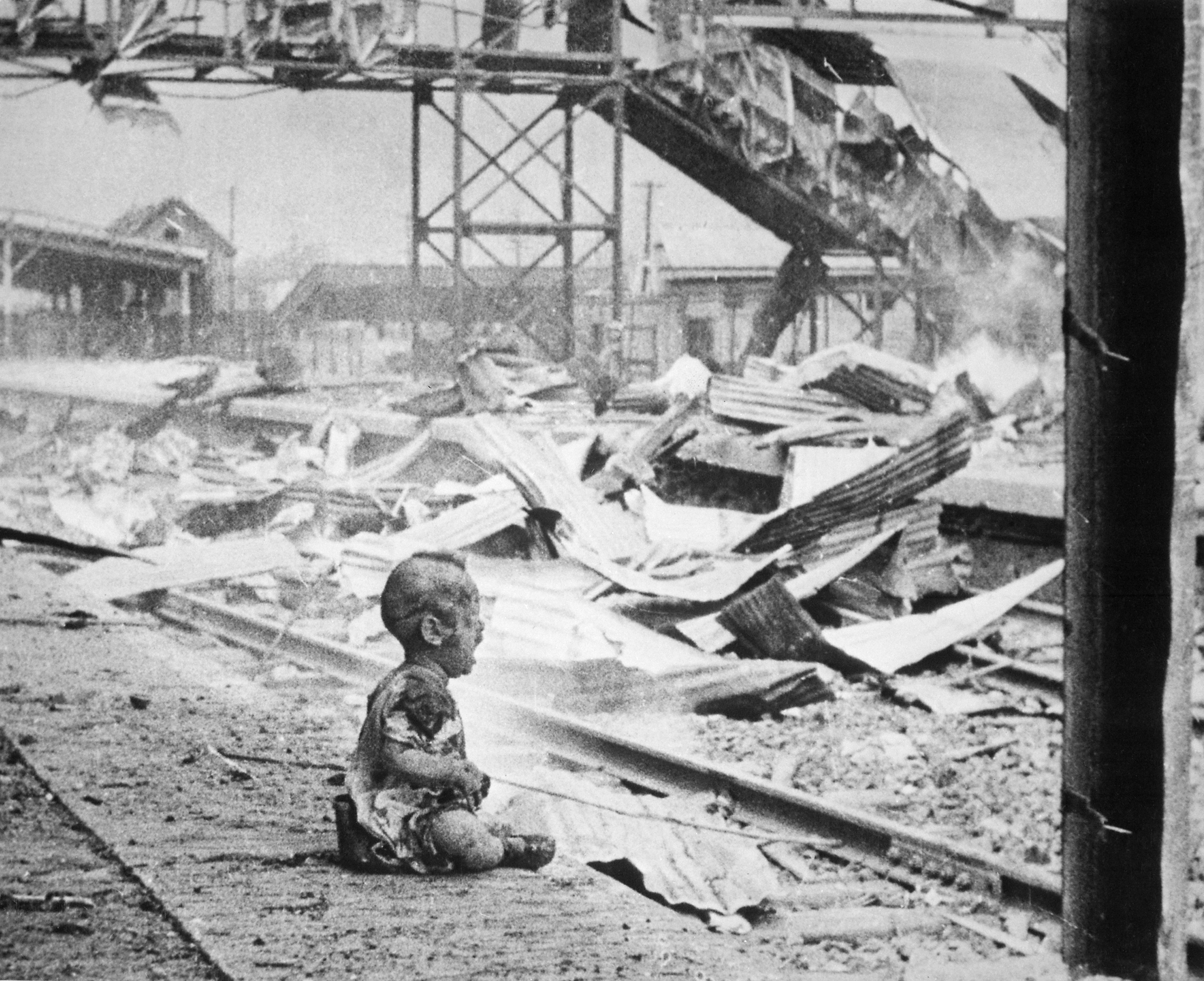
Wang Xiaoting: Fotografie plačícího dítěte uprostřed ruin bombardovaného železničního nádraží v jižní části Šanghaje, sobota 28. srpna 1937

Tento článek obsahuje významné fotografické události v roce 1937.

## Události
- 30. ledna – Roy Stryker, ředitel Farm Security Administration, poslal Walkera Evanse do Arkansasu a Tennessee, oblastí zasažených velkými záplavami. Tato objednávka byla posledním dílem fotografa FSA.
- 23. března – Tisková agentura Meurisse, fotografická zpravodajská agentura založená v Paříži v roce 1909 Louisem Meurisseem, se spojila s agenturou Rol (založená v roce 1904) a Mondial (založena v roce 1932), aby odolávala mezinárodní konkurenci. Nová agentura měla název SAFRA a poté SAFARA. Ta přešla v roce 1945 pod kontrolu společnosti Monde et Caméra, pak Sciences-Film, která všechny tyto sbírky prodala Národní knihovně v roce 1961.
- Firma Agfa uvedla na trh diapozitivní (reverzní) barevný film pod značkou Agfacolor.
- 18. července – Große Deutsche Kunstausstellung (Velká německá výstava umění) otevřená Adolfem Hitlerem v Haus der deutschen Kunst (Dům německého umění) v Mnichově, dokončený podle návrhů Paula Troosta († 1934) k vybrazení umění Třetí říše. Hitler odmítl výběr původní výběrové poroty a zvolil kurátorem výstavy svého osobního fotografa Heinricha Hoffmanna, ale i tak odmítl některé experimentálnější obrazy.
- 28. srpna – Číňan Wang Xiaoting pořídil snímek Krvavá sobota.
- Japonský fotograf Terushichi Hirai založil uměleckou skupinu Avant-Garde Image Group.
- Američtí malíři Paul Cadmus, Jared French a Margaret Frenchová (roz. Hoeningová) zakládají fotografický kolektiv PaJaMa.

## Výstavy
- Photography, 1839–1937, Muzeum moderního umění v New Yorku, výstavu uspořádal Beaumont Newhall.
- Světová výstava 1937

## Narození v roce 1937

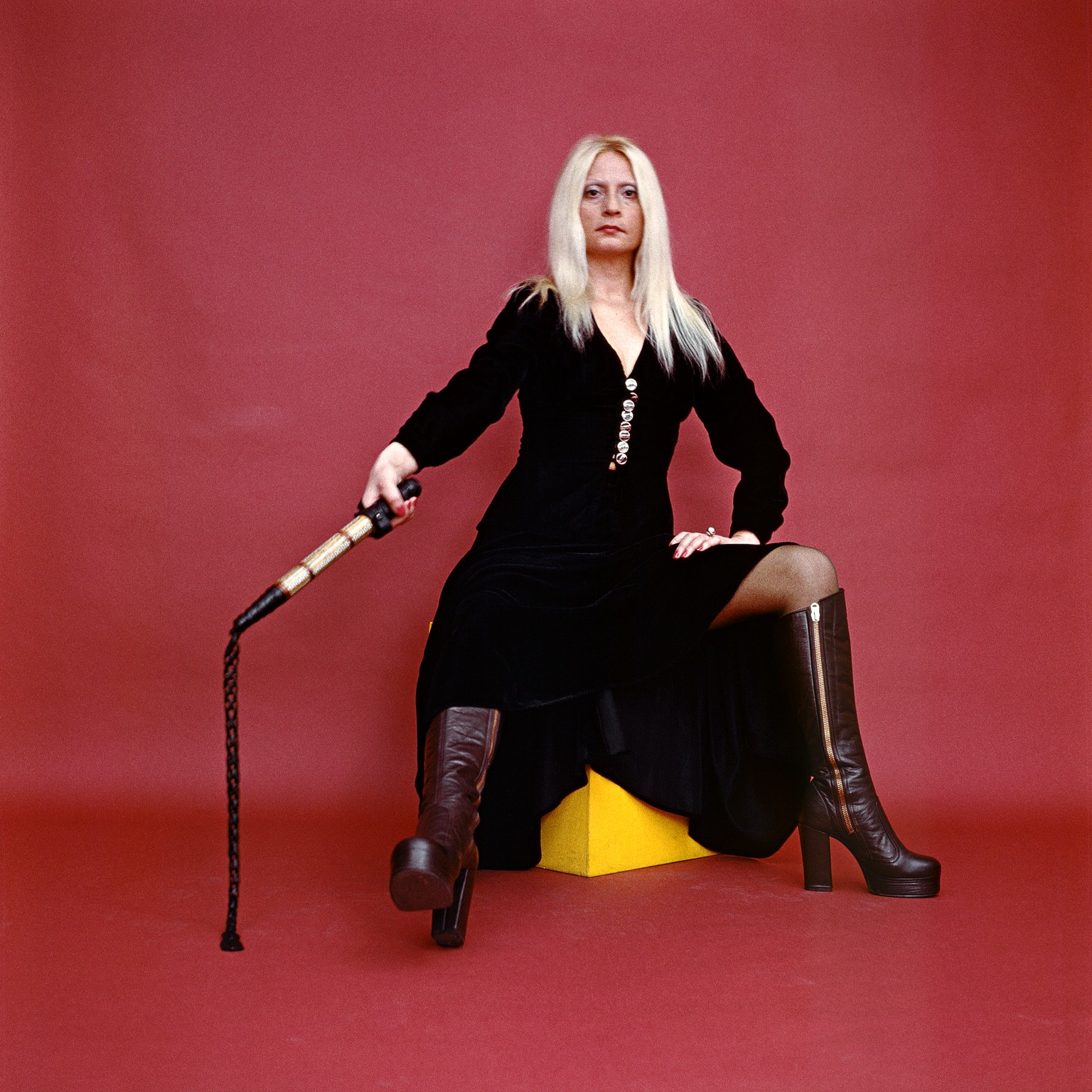
Narodila se Natalia LL, polská umělkyně a fotografka

- 16. ledna – Marcello Norberth, italský divadelní fotograf, spolupracoval s Eduardem De Filippo, Nikitou Michalkovem († 5. března 2024)
- 6. února – Karol Demuth, slovenský fotograf († ?)
- 19. února – Pavel Nešleha, český malíř, kreslíř, grafik a fotograf († 13. září 2003)
- 22. února – Roberto Edwards Eastman, chilský podnikatel, umělec a fotograf († 1. července 2022)
- 3. března – Floris Neusüss, německý fotograf († 1. dubna 2020)
- 7. března – Karel Kuklík, český fotograf († 18. srpna 2019)
- 7. března – Tomáš Vosolsobě, český malíř, filatelista a fotograf († 10. ledna 2011)
- 10. března – Kendži Higuči, japonský profesor fotografie († ?)
- 19. března – Sanne Sannes, nizozemský fotograf († 23. března 1967)
- 18. dubna – Natalia LL, polská intermediální a konceptuální umělkyně. Ve své tvorbě se zabývala grafikou a malbou, od 70. let také performancí, experimentálním filmem, videem, instalacemi, fotografií a sochařstvím. († 12. srpna 2022)
- 26. dubna – Elsa Dorfman, americká fotografka († 30. května 2020)
- 2. května – Šundži Ókura, japonský fotograf († 6. února 2015)
- 2. května – Thomas Billhardt, německý fotograf a publicista († 23. ledna 2025)
- 8. května – Robert Adams, americký fotograf († ?)
- 10. května – Vasco Ascolini, italský fotograf († ?)
- 11. května – Hervé Gloaguen, francouzský fotograf († ?)
- 16. května – Rose Hartmanová, americká fotografka, autorka cestopisů a spisovatelka, která žije a pracuje v New Yorku, portréty celebrit
- 30. května – Roland Gretler, švýcarský fotograf a sociální výzkumník († 22. ledna 2018)
- 2. června – Miroslav Bílek, český fotograf, teoretik a kritik fotografie a chemik († 30. června 2000)
- 24. června – Erazm Ciołek, polský fotograf († 13. listopadu 2012)
- 25. června – Baron Wolman, americký fotograf (magazín Rolling Stone)  († 2. listopadu 2020)
- 6. července – János Kender, maďarský fotograf († 5. prosince 2009)
- 9. července – David Hockney, anglický malíř, kreslíř, grafik, scénograf a fotograf († ?)
- 26. července – Hubert Lacoudre, fotograf († březen 2016)
- 15. srpna – Helena Wilsonová, česká fotografka a pedagožka († 14. srpna 2019)
- 4. září – Clive Limpkin, britský fotožurnalista a spisovatel († 13. května 2020)
- 8. září – Bernhard Johannes Blume, německý umělecký fotograf (Anna a Bernhard Blume) († 1. září 2011)
- 25. září – Freeman Patterson, kanadský fotograf († ?)
- 12. října – Jiří Všetečka, český fotograf († 9. listopadu 2016)
- 12. října – Marie Erhartová, česká fotografka, jejíž fotografická tvorba je zaměřená na krajinnou fotografii, památky a na fotografie hub
- 22. října – Werner Bokelberg, německý fotograf a herec, žil a pracoval v Hamburku, Paříži a New Yorku[1] († 20. srpna 2024[2])* 6. listopadu – Garry Gross, americký módní fotograf († 30. listopadu 2010)
- 21. listopadu – Denis Roche, francouzský spisovatel, básník a fotograf († 2. září 2015)
- 26. listopadu – Noriaki Jokosuka, japonský fotograf, cena Nobua Iny († 14. ledna 2003)
- 5. prosince – Gerhard Trumler, rakouský fotograf († 23. července 2025)
- 29. prosince – Sayeeda Khanam, první profesionální bangladéšská fotografka († 18. srpna 2020)
- ? – Marianne Engbergová, dánská umělecká fotografka, od roku 1960 experimentuje s dírkovou fotografií, kterou nazvala fotosyntetismus, žije v Brooklynu
- ? – Anna Blume, německá umělecká fotografka (Anna a Bernhard Blume) († 18. června 2020)
- ? – Takuja Cukahara, japonský fotograf († ?)
- ? – Dallas Kinney, americký fotoreportér († ?)
- ? – Džun Morinaga, japonský fotograf († 5. dubna 2018)
- ? – Wilma Aris, italská herečka, showgirl, fotografka a subreta, známá především svým působením v revue divadle během 50. let 20. století

## Úmrtí v roce 1937
- 4. ledna – Václav František Rudolf, český spisovatel, malíř, fotograf a divadelník (* 17. října 1851)
- 9. ledna – Johannes Anthonius Moesman, litograf, ilustrátor, watercolourist a nizozemský fotograf (* 25. prosince 1859)
- 16. ledna – Gaston Bouzanquet, francouzský fotograf. (* 24. prosince 1859)
- 3. března – Floris Michael Neusüss, německý fotograf (* (3. března 1937)
- 7. března – Waldemar Titzenthaler, německý fotograf (* 19. srpna 1869)
- 15. března – Paul Kutter, lucemburský fotograf (* 5. října 1863)
- 16. března – Léopold-Émile Reutlinger, francouzský fotograf (* 17. března 1863)
- březen – Augustin Škarda, český fotograf, vydavatel a překladatel, spolu s Františkem Drtikolem jeden ze zakladatelů české moderní fotografie (* 1879)
- 8. května – Robert Adams, americký fotograf (* ?)
- 8. května – Josef Fiedler, český fotograf (* 20. července 1866)
- 9. května – Walter Mittelholzer (* 2. dubna 1891)
- 10. května – Vasco Ascolini, italský fotograf (* ?)
- 27. května – Frederic Eugene Ives, americký fotograf a vynálezce (* 17. února 1856)
- 5. června – Jaroslav Charfreitág, český obchodník, fotograf a cestovatel (* 28. října 1877)
- 17. července – Harriet Chalmers Adamsová, americká průzkumnice, spisovatelka a fotografka (* 22. října 1875)
- 19. srpna – Eduard Valenta, rakouský chemik, fotochemik, fotograf a pedagog (* 5. srpna 1857)
- 11. září – Josef Wara, český fotograf, pedagog a hudebník (* 26. června 1863)
- 25. září – Freeman Patterson, kanadský fotograf (* ?)
- 26. září – Magnús Ólafsson,  islandský fotograf (* 10. května 1862)
- 13. října – Kazimierz Nowak, polský spisovatel, novinář, cestovatel, průzkumník a fotograf (* 11. ledna 1897)
- 16. října – Hulda Marie Bentzen, norská fotografka (* 18. prosince 1858)
- 8. listopadu – Petrus Martinus Gerhardus Maria van Haaren, nizozemský fotograf (* 9. března 1859)
- 19. listopadu – Pierre Dieulefils, fotograf (* 21. ledna 1862)
- ? – Paul Kutter, lucemburský fotograf (* 1863)
- ? – Wayne Albee, americký piktorialistický fotograf (* 1882)
- ? – Hervé Gloaguen, francouzský fotograf (* ?)
- ? – Gustave Popelin, francouzský malíř a fotograf (* 30. července 1859)